# Ben Proud
Benjamin Proud (født 1994) er en britisk svømmer.

## Karriere
Han vandt to bronzemedaljer ved EM på langbane i 2016 i 50 m frisvømning og 50 meter butterfly.
Proud repræsenterede Storbritannien ved sommer-OL 2016 i Rio de Janeiro, hvor han blev nummer 4 i 50 meter fristil.
Han repræsenterede sit land ved verdensmesterskaberne i svømning i 2023 i Fukuoka, Japan, i 50 meter frisvømning, hvor han vandt bronze.
Han repræsenterede sit land ved sommer-OL 2024 i Paris i 50 meter frisvømning, hvor han vandt sølv. [ 6 ]